# Gustav von Hochwächter (Offizier)
Gustav Friederich Philipp von Hochwächter (nach anderer Quelle Gustav Christof von Hochwächter; geboren am 1. Mai 1810 auf Gut Groß Miltzow; gestorben am 31. März 1890 auf Haus Fürstenberg bei Xanten) war ein preußischer Offizier, Kreisdeputierter und auftragsweise Landrat des Kreises Moers.

## Leben
Gustav von Hochwächter war das jüngste von 10 Kindern von Christoph Ludwig von Hochwächter, Eigentümer von Groß und Klein Miltzow bei Stralsund aus dessen Ehe mit Pauline von Hochwächter, geborene von Mühlenfels.
Nach dem Besuch des Kadettenkorps trat Hochwächter am 28. Juli 1827 als Portepeefähnrich in das 34. Infanterie-Regiment (2. Reserve-Regiment) der Preußischen Armee in Stralsund ein. Er avancierte bis Mitte Februar 1830 zum Sekondeleutnant und schied am 17. September 1837 aus dem aktiven Dienst. Ab 1841 war er beim III. Bataillon des 17. Landwehr-Regiments in Geldern und stieg Mitte Juli 1844 zum Premierleutnant auf. Ab 1845 Kompanieführer, wurde Hochwächter am 19. Dezember 1848 unter Verleihung des Charakters als Hauptmann der Abschied bewilligt. Er war dann von 1860 bis 1866 als a. D.-Offizier Führer des 2. Aufgebots im I. Bataillon des 3. Westfälischen Landwehr-Regiments Nr. 16 und erhielt Ende Oktober 1865 den Charakter als Major.
Später Rittergutsbesitzer auf Haus Fürstenberg bei Xanten, gehörte er seit 1858 dem Kreistag als Deputierter an. Als solcher versah Gustav von Hochwächter, nach der Umsetzung des bisherigen Landrats Albert von Pommer Esche in das Elsass, vom 16. September 1870 bis zum 31. Mai 1871 auftragsweise die Verwaltung des Kreises Moers. Hochwächter stellte sich nicht nur 1870 als Verwalter des Kreises Moers zur Verfügung, sondern bewarb sich auch 1872 bei der anstehenden Neubesetzung. Als Grund führte er an, dass ggfs. sein Sohn Landrat werden solle und er auf diesem Wege einen auswärtigen Kandidaten zu verhindern suche.
Gustav von Hochwächter war Rechtsritter des Johanniterordens und Inhaber des Roten Adlerordens 4. Klasse.

## Familie
Gustav von Hochwächter schloss am 9. September 1836 in Isselburg die Ehe mit Agnes Adriane Helene Nering-Bögel (geboren am 5. März 1805 in Isselburg; gestorben am 12. Oktober 1875 auf Haus Fürstenberg), einer Tochter des holländischen Rittmeisters und Eigentümers der Eisenhütte zu Isselburg, Jean Friedrich Nering-Bögel und dessen Ehefrau Maria Elisabeth Nering-Bögel, geborene Hoelschon. Die Brautleute waren 1835 evangelisch-lutherischer Konfession. Aus der Ehe gingen drei Kinder hervor:
1. Elise Digna Pauline (geboren am 15. Dezember 1840 auf Haus Fürstenberg), verheiratet seit dem 4. August 1863 mit August Friederich Karl Ludwig von Haeften (gestorben am 2. August 1871 in Xanten), Königlicher Staatsarchivar.[1]
2. Gustav von Hochwächter, preußischer Offizier und Landrat des Kreises Moers
3. Karl von Hochwächter, preußischer Generalleutnant